# M'khabez
Un m'khabez est une pâtisserie algérienne alliant l'amande et un glaçage au sucre. Il peut aussi se préparer à la pistache, aux noix ou aux noisettes.
Le glaçage (appelé taliya dans certaines régions d'Algérie) doit être « parfait » pour donner un aspect lisse, homogène et pais. Le glaçage au blanc d'œuf peut donner ce résultat. Il peut également être coloré et décoré de perles ou fleurs en sucre.
Il peut être présenté sous plusieurs formes : carré, rond, cœur ou triangle.